# Grupo Desportivo de Lam Pak
Lam Pak is een voetbalclub uit Taipa, Macau. Lam Pak speelt in de Liga de Elite, de eerste voetbalklasse in Macau.

## Erelijst
Liga de Elite (9): 1992, 1994, 1997, 1998, 1999, 2001, 2006, 2007 en in 2009.
Taça de Macau (1): 2012